# 总督宫 (热那亚)

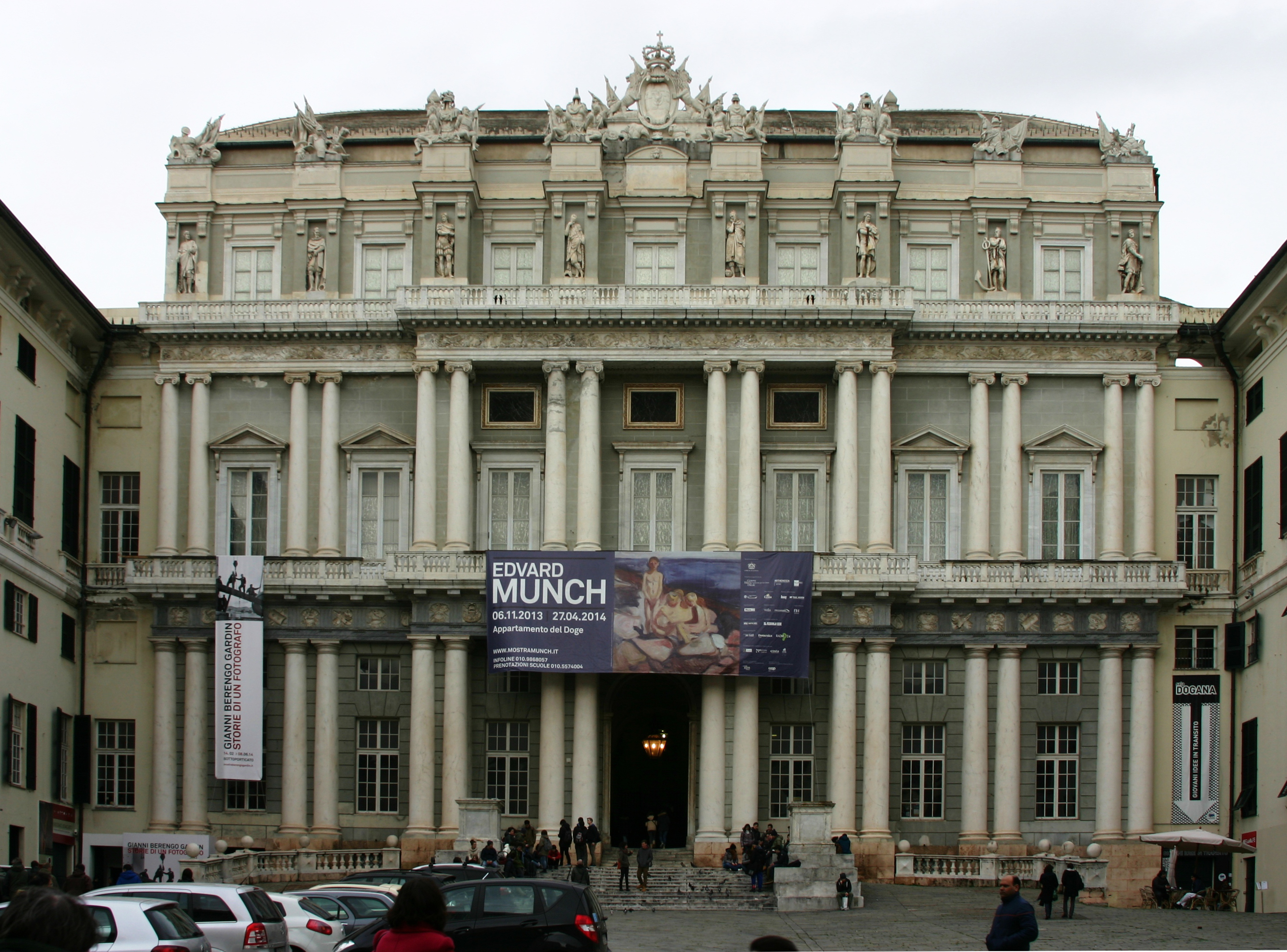
总督宫

总督宫（義大利語：Palazzo Ducale）是意大利热那亚一座重要的历史建筑。
此处曾经是热那亚总督的官邸，现在是一个博物馆，文化活动和艺术展览中心。它坐落在市中心，有两个不同的入口和立面，主要的一个位于马泰奥蒂广场（Piazza Matteotti），次要的一个位于费拉里广场。
总督宫的第一部分兴建于1251年到1275年，在热那亚共和国的繁荣时期，而格里马尔迪纳塔（Torre Grimaldina，又名人民塔，Torre del Popolo）完成于1539年。主层是壁画大厅 Maggior and Minor Consiglio，许多公共事件在此发生。总督宫在1992年修复，庆祝克里斯托弗·哥伦布和殖民美洲500周年之际。
2001年7月，总督宫主办第27届G8峰会，加拿大、法国、德国、意大利、日本、俄罗斯、英国和美国领导人参加。